# Сутуруоха
Сутуруоха (рос. Сутуруоха)  — село Абийського улусу, Республіки Саха Росії. Входить до складу Урасаласького наслегу.
Населення —  422 особи (2015 рік). 